# Chelonus lugubris
Chelonus lugubris är en stekelart som beskrevs av Wesmael 1835. Chelonus lugubris ingår i släktet Chelonus och familjen bracksteklar. Inga underarter finns listade i Catalogue of Life.